# Pristimantis kirklandi
Pristimantis kirklandi är en groddjursart som först beskrevs av Flores 1985.  Pristimantis kirklandi ingår i släktet Pristimantis och familjen Strabomantidae. Inga underarter finns listade i Catalogue of Life.